# 巴勒斯坦對以色列的火箭彈襲擊

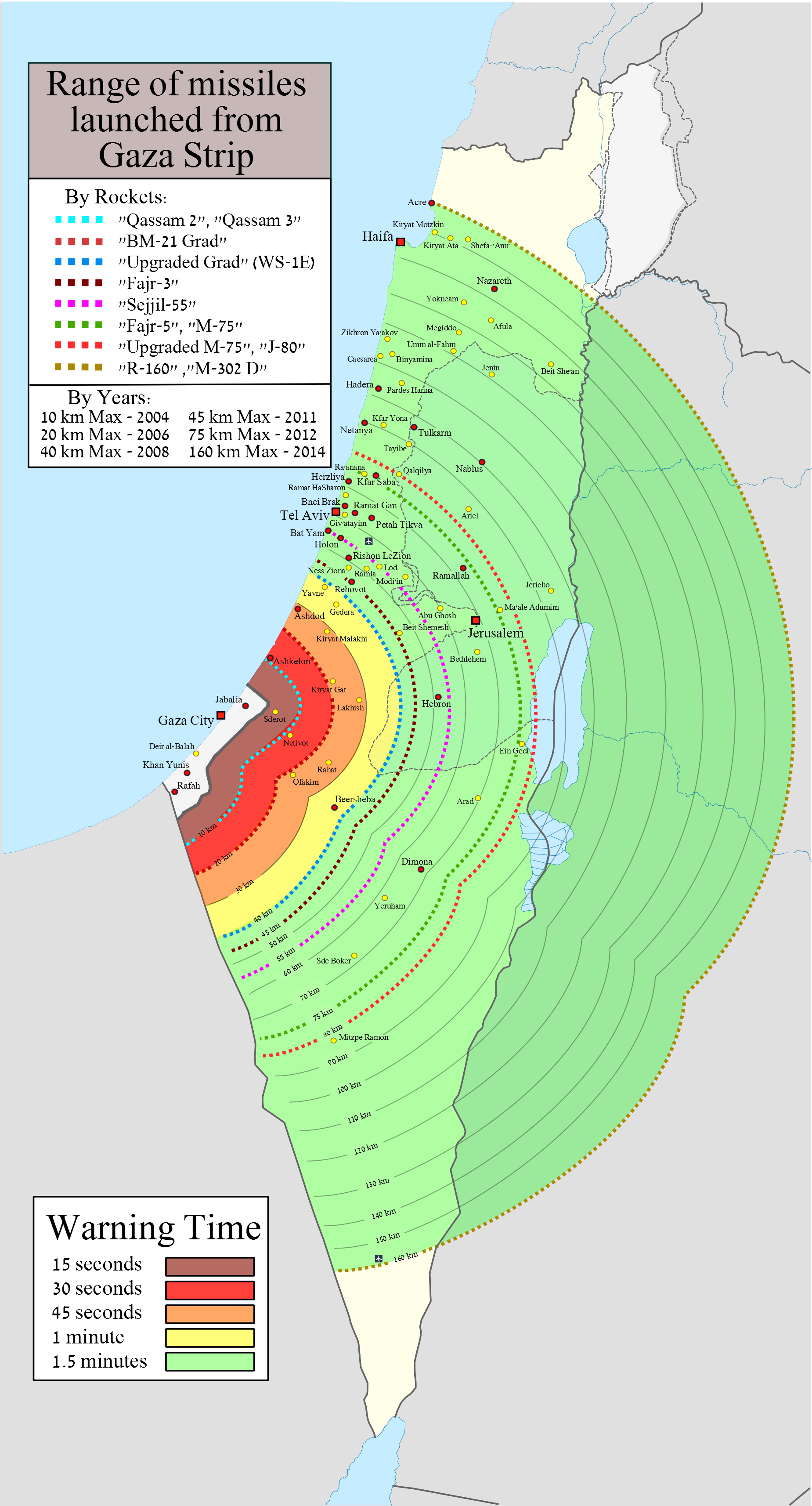

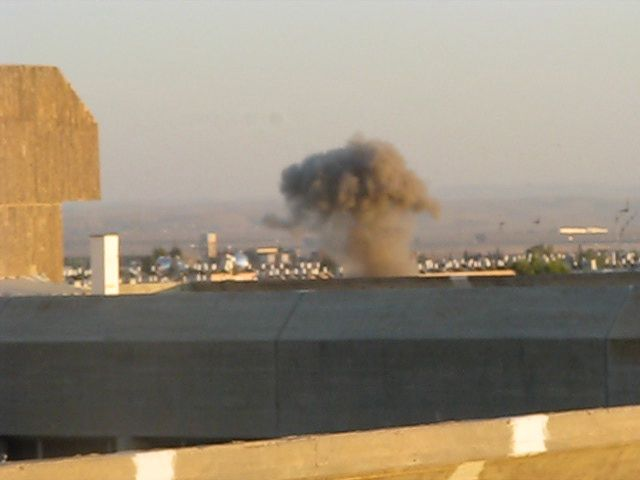

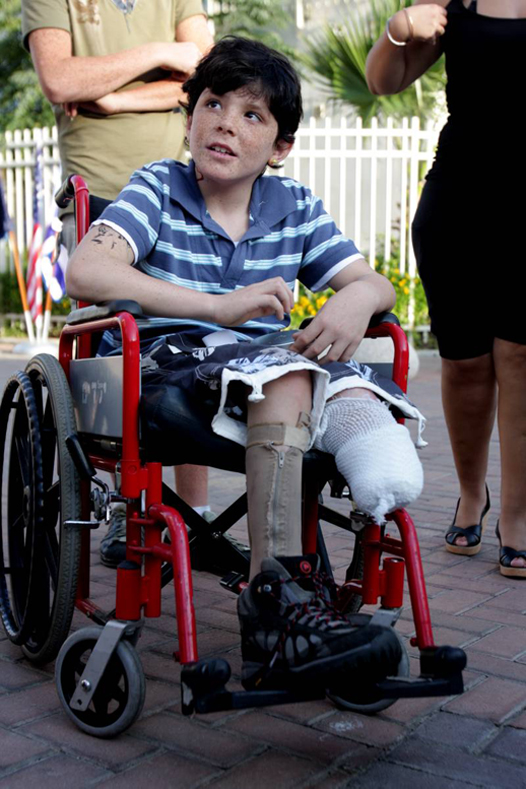

巴勒斯坦對以色列的火箭彈襲擊是自2001年以来巴勒斯坦武装分子从加沙地带向以色列发动的火箭和迫击炮袭击。
哈馬斯發射的火箭彈通常被统称为卡桑火箭，而且主要影响斯代罗特和靠近加沙地带边境的其他以色列社区。2006年，哈馬斯开始部署更先进的火箭，新的火箭彈可以發射到亚实基伦，2009年初，以色列的阿什杜德和贝尔谢巴遭到喀秋莎、衛士型火箭炮 和BM-21火箭炮襲擊。 2012年，耶路撒冷和特拉维夫分别遭到“M-75”和Fajr-5火箭襲擊 ，2014年7月，海法首次被火箭彈襲擊。 一些火箭含有白磷弹，据说是从以色列轰炸加沙时遺留下的未爆炸弹药中回收的。
以色列专门为应对这些火箭彈襲擊而建造了防御工事以及名为“红色”的警报系统。以色列還開發了可以拦截短程火箭的鐵穹防禦系統，并于2011年春季首次部署，該系統可以保护贝尔谢巴和阿什凯隆。
火箭彈襲擊給以色列民众造成了心理創傷而且打擾了他們的日常生活的破坏。距离加沙地带最近的以色列城市斯代罗特的医学研究表明，幼儿中創傷後壓力症的发病率接近50%，重性抑鬱疾患和流产的概率也很高。这些火箭弹袭击還會导致本-古里安国际机场航班取消。
根據2013年3月进行的一项民意调查发现，大多数巴勒斯坦人不支持从加沙地带向以色列发射火箭弹，只有38%的人赞成發射火箭弹。2014年9月进行的另一项民意调查顯示，如果以色列繼續封鎖加沙，80%的巴勒斯坦人支持向以色列发射火箭弹。联合国、欧盟和以色列官员認為这些针对平民的攻擊是恐怖主义行為，人权组织國際特赦組織和人权观察認為朝以色列平民發射火箭彈是一種战争罪。巴勒斯坦武装分子称火箭彈袭击是對以色列封锁加沙的回应，但巴勒斯坦权力机构卻谴责火箭彈襲擊，并表示火箭彈襲擊破坏了和平。